# Socket 603
Socket 603 – gniazdo dla procesorów Intel Xeon.

## Specyfikacja techniczna
Podstawkę Socket 603 zaprojektowano jako podstawkę typu ZIF (niewymagającą użycia siły przy montażu i demontażu procesora) dla stacji roboczych i serwerów. Wyposażono ją w 603 styki rozmieszczone naokoło środka układu o głębokości 1,27 mm w regularnym wzorze. Materiały konstrukcyjne Intela odróżniają podstawkę Socket 603 od Socket 604 jako rozwiązanie tańsze, obarczone mniejszym stopniem ryzyka, solidne, możliwe do wyprodukowania w wysokich ilościach i możliwe do pozyskania z wielu źródeł.
Wszystkie procesory współpracujące z gniazdem Socket 603 charakteryzują się częstotliwością szyny wartości 400 MHz i wyprodukowane były w procesie technologicznym 180 lub 130 nm. Procesory dla gniazda Socket 603 można montować w płytach głównych dla podstawek Socket 604, lecz odwrotna zależność nie zachodzi. Częstotliwości samych procesorów dla tej podstawki wahały się między 1,4 a 3 GHz.
Procesory dla gniazda Socket 604 nie są dostępne z oznaczeniem Intela „MP”, choć niektóre układy dla podstawki Socket 603 były z takim oznaczeniem sprzedawane. „MP” przy oznaczeniu prędkości pracy procesora oznaczało, że układ wyposażono w dodatkową pamięć podręczną trzeciego stopnia, co miało zwiększać wydajność komputerów wieloprocesorowych, wyposażonych w więcej niż dwa procesory. Mimo braku oznaczenia „MP” niektóre procesory dla gniazda Socket 604 wyposaża się w pamięć podręczną trzeciego stopnia o pojemności dochodzącej do 16 MB.